# Puig Ou
El Puig Ou és una muntanya de 1.299,5 metres del municipi de la Vall de Bianya (Garrotxa) i separa la Vall del Bac al sud, de la Vall de Bolòs i Salarsa al nord.
Al cim podem trobar-hi un vèrtex geodèsic (referència 295083002)
Aquest cim està inclòs a la llistat dels 100 cims de la FEEC.